# Stadion 19 Maja w Ankarze
Stadion 19 Maja w Ankarze (tur. Ankara 19 Mayıs Stadyumu) − nieistniejący już stadion piłkarski w stolicy Turcji, Ankarze. Na stadionie swoje mecze domowe rozgrywały kluby: MKE Ankaragücü, Gençlerbirliği oraz Osmanlıspor, często grywała na nim także reprezentacja Turcji. Stadion został zbudowany w 1936 roku a jego pojemność wynosiła 19125 miejsc. Stadion nosił imię tureckiego polityka Mustafy Kemala Atatürka. Podzielony był na pięć trybun: Gecekondu, Maraton, Saatli, Kapalı oraz Protokol. Gecekondu, Maraton i Kapalı były trybunami przeznaczonymi dla kibiców gospodarzy, trybuna Protokol była przeznaczona dla VIP-ów, a trybuna Saatli zarezerwowana dla kibiców drużyn przyjezdnych. W 2018 roku dokonano rozbiórki stadionu, by w jego miejscu wybudować następnie nowy, bardziej nowoczesny obiekt piłkarski.